# HMS Despatch (D30)
HMS Despatch (D30) là một tàu tuần dương hạng nhẹ thuộc lớp Danae của Hải quân Hoàng gia Anh Quốc. Nó được đặt lườn tại xưởng đóng tàu của hãng Fairfield Shipbuilding and Engineering Company vào ngày 8 tháng 7 năm 1918, được hạ thủy vào ngày 24 tháng 9 năm 1919và được đưa ra hoạt động vào ngày 2 tháng 6 năm 1922.
Despatch có một quãng đời hoạt động trong chiến tranh khá bình lặng so với những con tàu chị em. Nó đã hoạt động tại khu vực Nam Đại Tây Dương vào giai đoạn mở đầu của Chiến tranh Thế giới thứ hai, nơi nó chiếm giữ chiếc tàu buôn Đức Düsseldorf, đồng thời ngăn chặn chiếc Troja; tuy nhiên, thủy thủ đoàn của Troja đã tự đánh đắm tàu trước khi nó có thể bị chiếm giữ. Nó từng có mặt tại Địa Trung Hải hộ tống cho các đoàn tàu vận tải vào cuối năm 1940, và đã tham gia trận chiến mũi Spartivento. Despatch được rút về lực lượng dự bị vào tháng 1 năm 1945; và sau khi chiến tranh kết thúc, nó bị bán vào ngày 5 tháng 4 năm 1946 để tháo dỡ. Nó được cho kéo đến xưởng tàu của hãng Arnott Young tại Troon thuộc Scotland vào ngày 5 tháng 5 năm 1946 để được tháo dỡ.